# Lubuk Balam
Lubuk Balam is een bestuurslaag in het regentschap Bengkulu Utara van de provincie Bengkulu, Indonesië. Lubuk Balam telt 1028 inwoners (volkstelling 2010).